# 大口布萊銀漢魚
大口布萊銀漢魚（学名：Bleheratherina pierucciae）為輻鰭魚綱銀漢魚目銀漢魚科的其中一種，分布於大洋洲新喀里多尼亞淡水流域，體長可達4.7公分，為熱帶魚類，主要棲息在淺水域，生活習性不明。